# Surrealismo na América Latina
   

Frida Kahlo, uma das figuras importantes do surrealismo

O Surrealismo na América Latina foi um movimento artístico concretizado nos anos 1930 com fortes influências do Surrealismo europeu e da cultura indígena e arte pré-colombiana. As principais figuras do Surrealismo na América latina são Frida Kahlo, Diego Rivera, Murilo Mendes, Cesar Moro, entre outros. O Surrealismo foi um movimento artístico iniciado em Paris durante os anos 1920 onde tinha fortes características ligadas a Psicanálise de Sigmund Freud (1856-1939) e as teorias revolucionárias de Karl Marx e Leon Trotsky. Durante a década de 1930, o movimento se internacionalizou e influenciou outras culturas, principalmente em países Latino-Americanos, onde o crítico e poeta André Breton, principal líder do surrealismo, assinou um manifesto juntamente com Trotsky, que estava exilado no México, buscando formar um movimento internacional comprometido com a defesa da liberdade artística. 

André Breton, principal figura do Surrealismo

Esse movimento se concretiza após a Primeira Guerra Mundial, quando Breton publicou o primeiro Manifesto Surrealista, que oficialmente aderiu o Surrealismo ao Marxismo. As semelhanças do Surrealismo com o marxismo levou o movimento à aproximação com o Partido Comunista Francês durante 1925 a 1935, que teve como consequências momentos de tensão com os artistas que se filiaram ao partido. Isso fez com que houvesse um rompimento entre o PCF, que tinha ideias próximas com o Stalin, e os surrealistas, que passaram a defender Trotsky.

## História

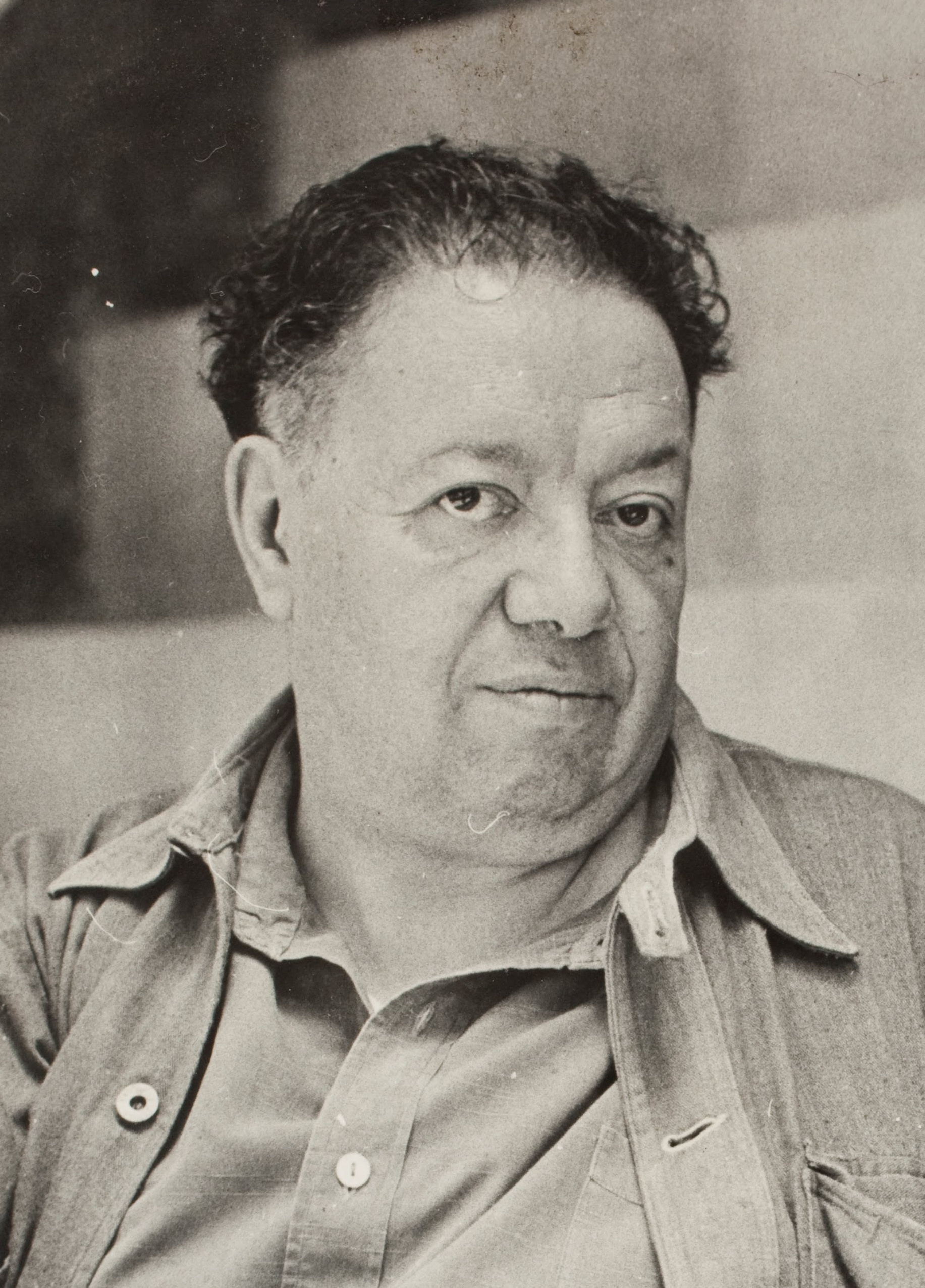
Diego Rivera, grande influencia para o Surrealismo latino

Devido a conexão do Surrealismo e o Trotskismo, em 1938, Breton faz uma viagem ao México com o intuito de conhecer pessoalmente Trotsky. Com esse encontro criou-se a Federação Internacional da Arte Revolucionária (FIARI) e partir dessa criação foi produzido o Manifesto Por uma Arte Revolucionária Independente, que além de Breton e Trotsky, contou com a contribuição de Diego Rivera, uma das principais figuras do Surrealismo na América Latina. 
Além da visita e da contribuição de Breton, em 1939, com explosão da Segunda Guerra Mundial, vários artistas tiveram que partir para a América devido a situação da Europa. Na época, o governo mexicano aceitou a vinda dos intelectuais espanhóis e consequentemente outros pintores demonstraram entusiasmo nos países latino-americanos. Esse interesse surgiu devido ao surrealismo ter características semelhantes à cultura nativo americana. Dessa forma, os surrealistas almejavam defender a tradição, a cultura e o povo indígena do Imperialismo. 
Apesar do movimento na América Latina ter se expandido com a chegada de Breton e outros artistas durante a década de 1930, já haviam artistas com influencias surrealistas durante a década de 1920. No Brasil, por exemplo, a Semana de Arte Moderna tinha características do surrealismo e artistas como Tarsila do Amaral, Ismael Nery e Murilo Mendes eram fortemente inspirados pelo movimento. 

## Ligação com a cultura indígena
A ideia de surrealismo, criada por André Breton, valoriza a imaginação sem se prender às normas morais convencionais. Essa liberdade artística também exigia uma revisão das narrativas históricas, especialmente aquelas sobre a colonização. As principais características do surrealismo englobavam a preservação da arte, exaltação dos aspectos criativos, resistência contra o colonialismo. Essa ideia é citada no manifesto de Breton, juntamente com o julgamento dos responsáveis pelos massacres durante a colonização. Além disso, as culturas indígenas muitas vezes materializavam elementos de mitologia, sonho e simbolismo, que são características marcantes do surrealismo.

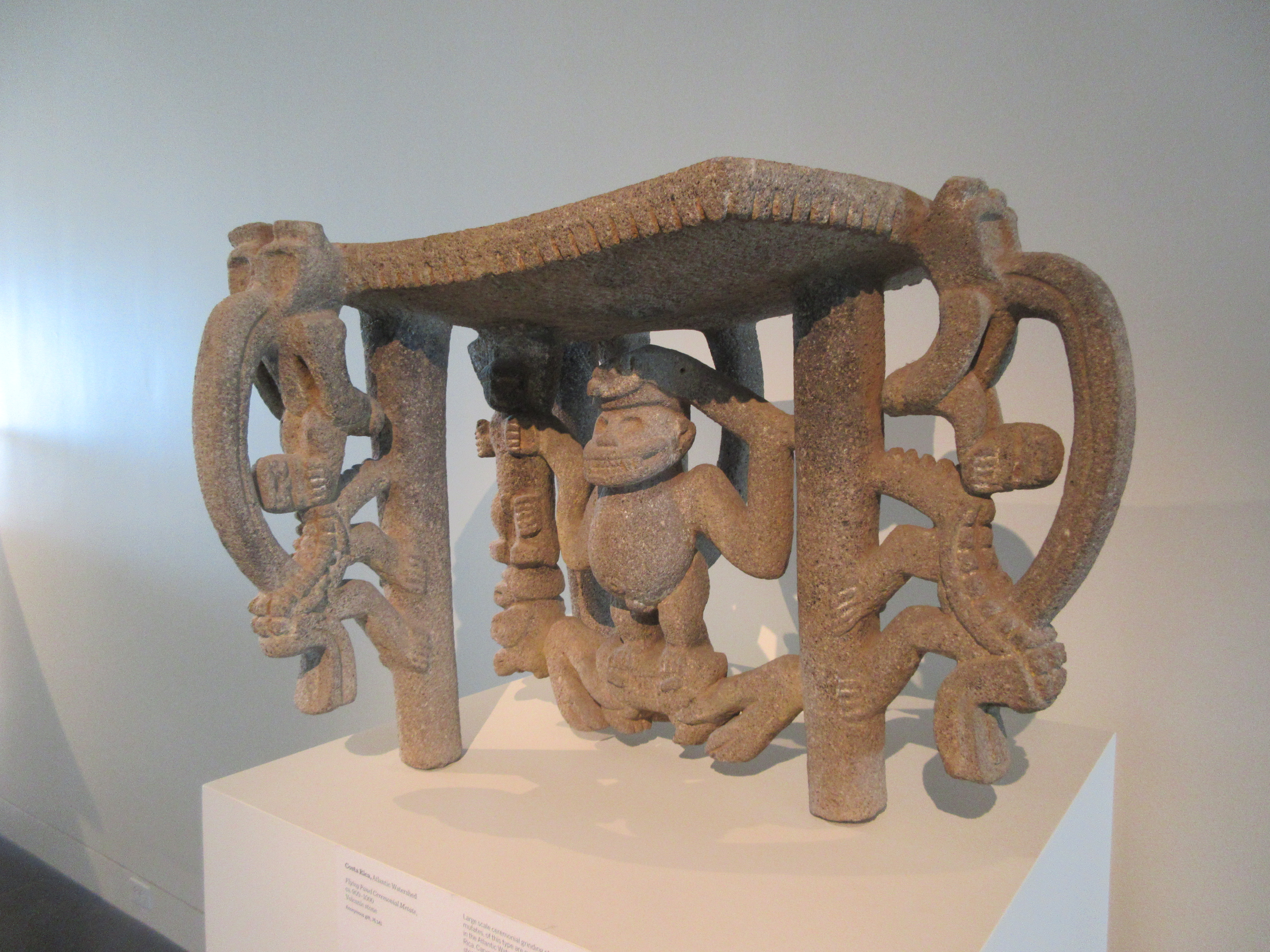
Escultura Pré-Colombiana

Além disso, a arte pré-colombiana tem traços que se assemelham ao surrealismo. Alguns estudiosos reforçam que a cultura indígena se associa especificamente com a magia e o místico. O movimento francês prega que nascemos livres e com potencial artístico e poético, mas a realidade convencional reprime essa habilidade e fica apenas no inconsciente. Há suposições de que os indígenas, antes da colonização, eram poetas que agem sobre o mundo pela palavra, por isso a sua relação com o surrealismo.

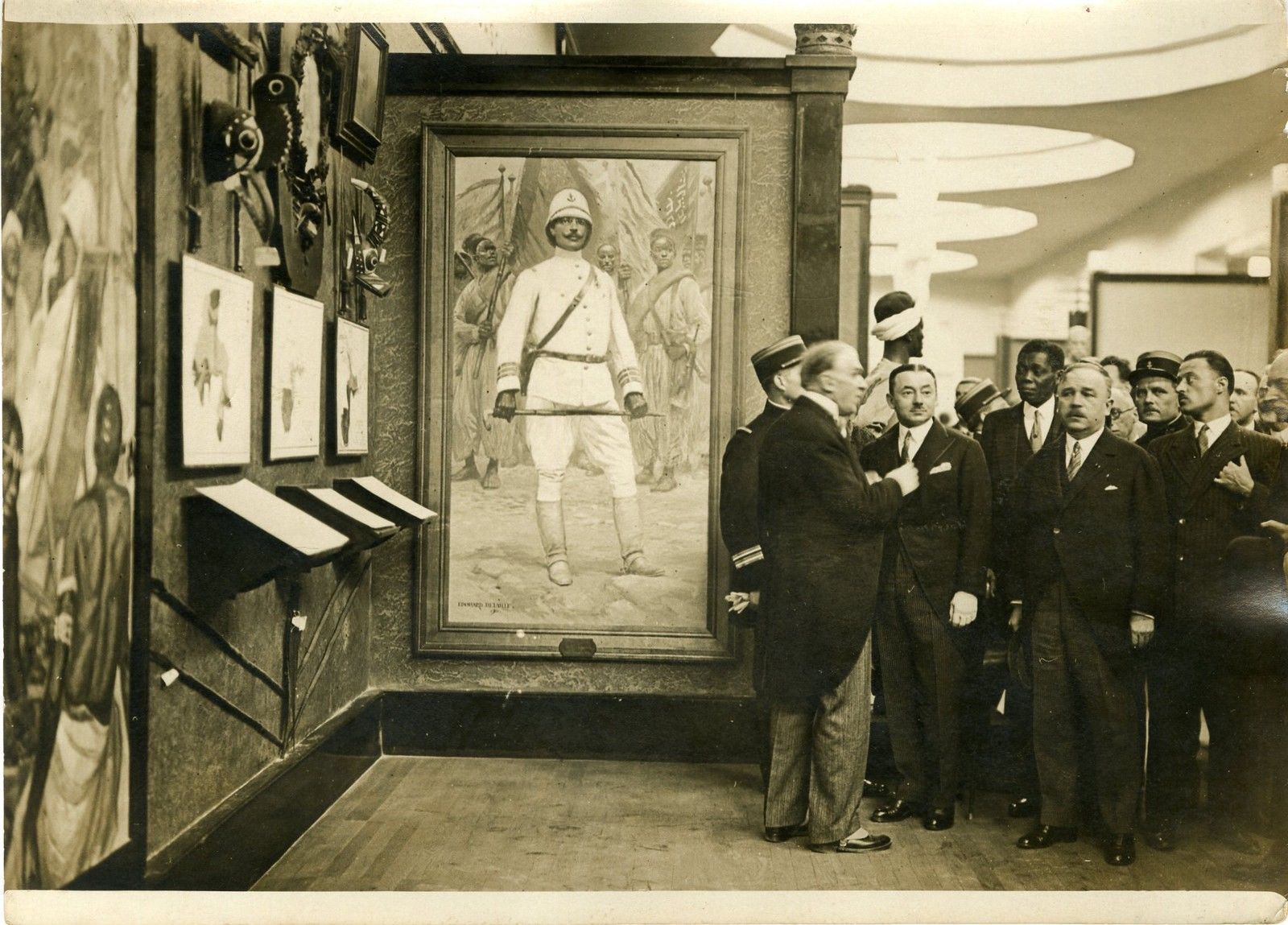
Museu onde ocorreu a Exposição Colonial Internacional

De acordo com alguns pesquisadores, como Enrique Molina, o surrealismo é como um estado natural da América. Isso se dá ao fato do movimento buscar uma realidade absoluta, uma revolta em busca da liberdade com o intuito de transformar o mundo, o que se encaixa com a resistência e a luta dos povos americanos contra o colonialismo. Um exemplo dessa ideia foi o manifesto "Não visitem a exposição colonial!" que propunha um boicote à Exposição Colonial Internacional em Paris, um evento que o principal intuito era apresentar as realizações de todas as colônias da França.
O surrealismo latino-americano teve fortes influências do surrealismo francês, porém resultou em uma linguagem ou um movimento de resistência. Apesar de seus aspectos artísticos, o surrealismo latino vai além da ideia de explorar o sonho e um desejo de buscar mais que a realidade, um surreal. O movimento latino tornou-se uma luta pela liberdade do homem, uma mudança da realidade de povos oprimidos.

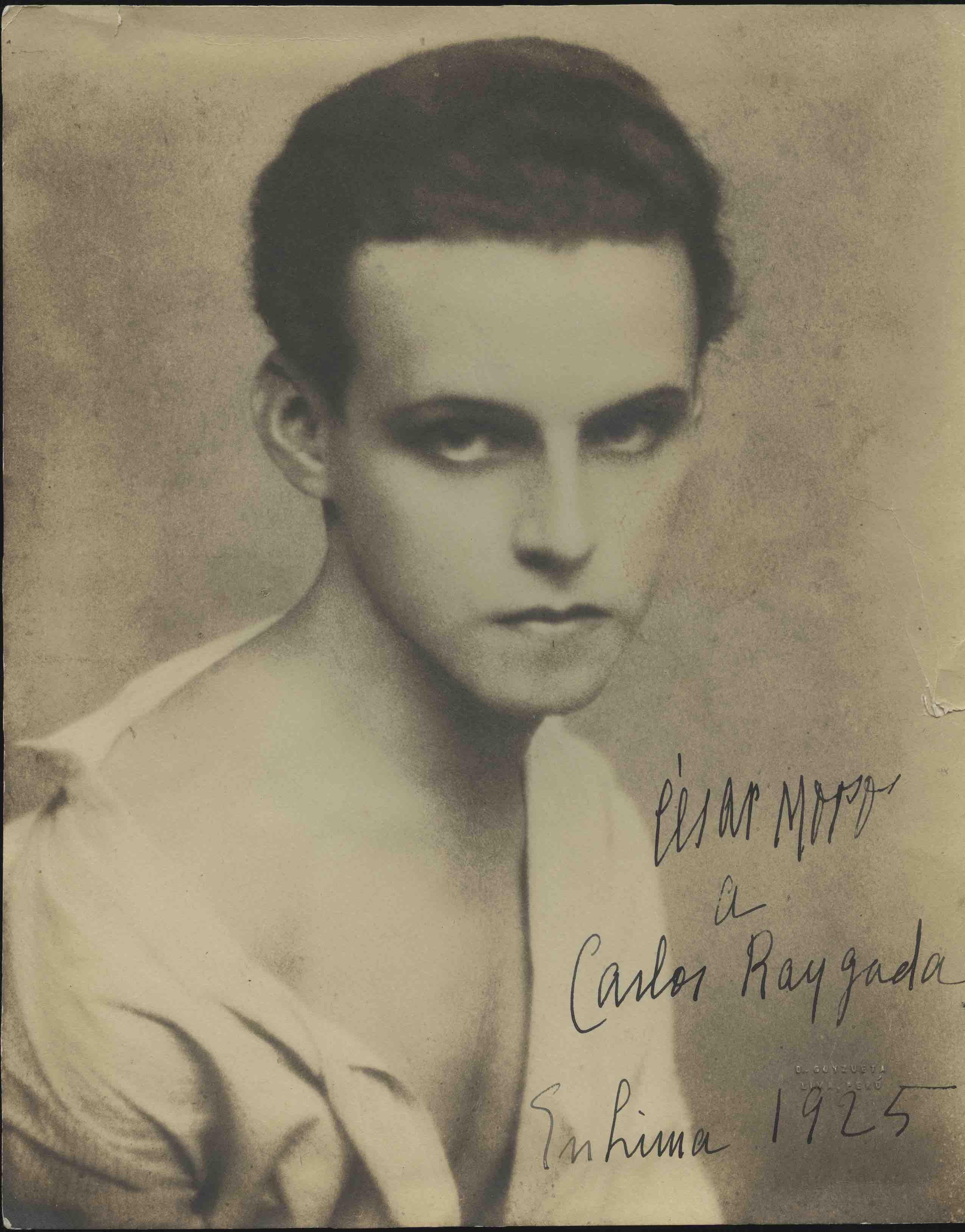
Cesar Moro

#### Exposição internacional do Surrealismo na Cidade do México
Em janeiro de 1940 foi inaugurado a Galeria de Arte Mexicana (GAM), onde ocorreu a Exposição Internacional do Surrealismo na Cidade do México, organizada pelos artistas César Moro e Wolfgang Paalen. A exposição foi separada em duas seções: uma focada em artistas internacionais e a outra em artistas mexicanos. Uma das características desse evento foi incluir objetos de arte pré-colombianos, já que a relação de obras primitivas e surrealistas era uma prática comum durante o movimento. Após o evento, houve um rompimento da visão estereotipada sobre o México fora do país e as pessoas começaram a perceber que, não só o México, mas a América Latina era uma região extremamente rica em cultura.

## Principais figuras
Apesar do surrealismo ter sido muito marcante no México, houve outros países em que teve influencia desse movimento artístico, como o Brasil, Argentina, Cuba e Chile.   

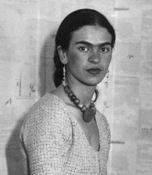
Frida Kahlo

### Frida Kahlo (México)
Embora Frida Kahlo negasse ser uma surrealista, sua obra frequentemente foi associada ao movimento e compartilha muitas semelhanças com o surrealismo. Suas pinturas exploravam temas como dor, memória e identidade, misturando experiências pessoais com elementos mitológicos e simbólicos. Um dos aspectos críticos da arte de Kahlo é sua capacidade de retratar estados emocionais  e psicológicos complexos por meio de imagens simbólicas. Em obras como The Broken Column (A coluna quebrada) (1944), ela representa sua dor física ao se retratar com uma coluna quebrada feita de pedra, cercada por uma paisagem árida. Em outra pintura, Lo que el água me dio (O que a água me deu) (1939). Kahlo expressa cenas, por meio de representações que fizeram parte de sua vida. Essas obras exemplificam sua capacidade de transformar o sofrimento pessoal em uma expressão artística.

### Murilo Mendes (Brasil)

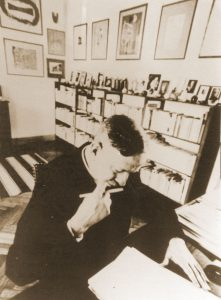
Murilo Mendes em Roma, 1972

No início, a poesia de Murilo Mendes enquadrava-se no projeto modernista: o poema-piada, a busca de uma linguagem coloquial, revisitações poéticas da História do Brasil. Em 1934, após a morte do pintor Ismael Nery, seu amigo, o poeta converteu-se ao catolicismo. Isso refletiu-se em sua poesia, que passou a assumir uma dimensão transcendente, combinada com influências surrealistas., Murilo Mendes passou a refletir sobre o surrealismo como ponto de vista crítico e memorialista. Principais obras de caráter surrealista: O Visionário (1944), Poemas (1940).

### Wifredo Lam (Cuba)

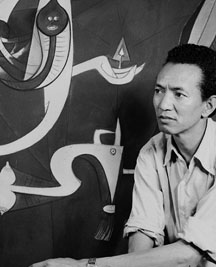
Wifredo Lam

Foi um artista amplamente reconhecido ainda em vida, aclamado por Picasso, Breton e pelos surrealistas. É considerado o pintor cubano de maior reconhecimento internacional. Com uma obra que atravessa diversas correntes estéticas, é considerado um dos maiores artistas surrealistas da América Latina. Apesar disso, sempre trouxe em sua obra elementos da cultura de matriz africana, com um elemento recorrente: a abordagem de mitos e lendas afro-cubanas, em que a representação dos orixás a partir de sua técnica pictórica serve como manifesto contundente de crítica social e poesia. Algumas de suas principais obras incluem: “A selva” (1943)", "Pleni Luna" (1974).

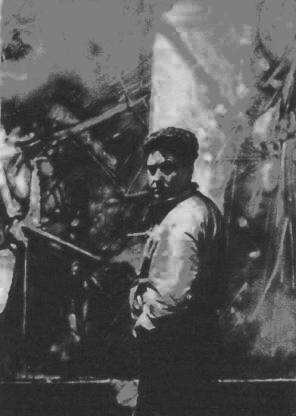
Roberto Matta

### Roberto Matta (Chile)
Foi um dos famosos pintores chilenos e contribuinte no abstracionismo expressionista e arte surrealista. Em 1937, depois de trabalhar com Walter Gropius, conheceu André Breton, Garcia Lorca e Salvador Dalí, abraçando a estética surrealista, pintando sua "Morfologias Psicológicas" (1938). Nos anos 1950, tornou-se politizado frente a realidade latino-americana, assumiu posições de esquerda e com sua obra denunciava torturas e as injustiças da Guerra do Vietnã e defendia a causa de Fidel Castro. Nessa época, também pintou obras como "Nascimiento de América". Em 1956 pintou o mural "La duda de los tres mundos" na UNESCO. No começo dos anos 1970 voltou ao Chile, convidado por Salvador Allende e trabalhou em murais coletivos. Em 1991 inaugurou o mural em homenagem aos 500 anos da descoberta da américa.

## O impacto do Surrealismo na América Latina
O Surrealismo foi mesclado com as culturas indígenas, o que ampliou o movimento com simbologias e narrativas inéditas e permitiu que o movimento europeu se adaptasse às realidades da América Latina. Diferente da realidade europeia, o surrealismo latino se alinhou com pautas sociais e relacionando com a resistência dos povos americanos. Os artistas aproveitaram o movimento para ser uma ferramenta de crítica e transformação social.
Apesar de ter se originado na Europa, a América teve mais participação ativa dentro do movimento devido ao contexto histórico dos países em relação às revoluções, suas resistências contra a colonização e lutas por identidade. Todo histórico de colonização, além da cultura indígena, fez com que o surrealismo latino tivesse alguns aspectos próprios e um caráter de emancipação cultural, diferente da origem europeia que estava mais ligada ao individualismo.